# しっぺ
しっぺは、片手の人差し指と中指を揃えて振り下ろし、相手の腕や手首に叩きつける遊び。竹箆（しっぺい、禅宗で修行者への指導に用いる仏具）が由来である。

## 概要
ゲームやジャンケンなどをして勝敗を決めた後、勝った側が、人差し指と中指を立てて腕を上げ、手を真上に上げて、負けた側の腕に対して勢いよく振り下ろす遊びである。なお、骨密度が低いなどの理由で怪我をする可能性があるため、注意が必要である。東京都教育委員会は、教師による生徒に対するしっぺについては、不適切な行為と定義している。